# Мамангуапи
Мамангуапи (порт. Mamanguape) — муниципалитет в Бразилии, входит в штат Параиба. Составная часть мезорегиона Зона-да-Мата-Параибана. Находится в составе крупной городской агломерации Агломерация Жуан-Песоа. Входит в экономико-статистический микрорегион Литорал-Норти. Население составляет 44 694 человека на 2016 год. Занимает площадь 340,482 км². Плотность населения — 124,23 чел./км².

## История
Город основан 25 октября 1855 года.
В Мамангуапи частично расположен резерват Гуарибас.

## Статистика
- Валовой внутренний продукт на 2014 год составляет 479 061 000,00 реалов (данные: Бразильский институт географии и статистики) [1].
- Валовой внутренний продукт на душу населения на 2014 год составляет 10 880,32 реалов (данные: Бразильский институт географии и статистики)[1].
- Индекс человеческого развития на 2010 год составляет 0,585 (данные: Программа развития ООН)[2].

## География
Климат местности: тропический.